# Vårfrölöpare
Vårfrölöpare (Harpalus distinguendus) är en skalbaggsart som först beskrevs av Caspar Erasmus Duftschmid 1812.  Vårfrölöpare ingår i släktet Harpalus, och familjen jordlöpare. Enligt den finländska rödlistan är arten starkt hotad i Finland. Arten är reproducerande i Sverige. Artens livsmiljö är torra gräsmarker.